# Rinus Terlouw
Marinus (Rinus) Terlouw (Capelle aan den IJssel, 16 juni 1922 – aldaar, 16 december 1992), bijgenaamd De Rots, was een Nederlandse voetballer die als verdediger speelde.
In de jeugd speelde hij voor CVV Zwervers waar hij op z'n zeventiende in het eerste team kwam. Daarna speelde hij bij DCV in Krimpen aan den IJssel en kwam vanaf 1948 in totaal 248 keer uit voor Sparta. Daarnaast speelde hij 34 wedstrijden voor het Nederlands elftal. In 1958 beëindigde hij zijn carrière als voetballer en keerde hij aansluitend als trainer terug bij DCV.
Beroemd is de zoen die hij op 13 oktober 1957 kreeg van de Amerikaanse actrice Jayne Mansfield voorafgaand aan de wedstrijd op Het Kasteel tussen Sparta en DOS. De filmster was uitgenodigd om de aftrap te verrichten. De spelers van de Rotterdamse club waren naar verluidt zo onder de indruk van de zwoele kus op de mond van Terlouw dat Sparta met 7-1 verloor.
In de zomer van 1965 zette hij abrupt een punt achter zijn activiteiten in het voetbal. Hij wijdde de rest van zijn leven aan de Gereformeerde Gemeente in Nederland (GGiN), verbrak elk contact met de sportwereld en stuurde de onderscheidingen die verband hielden met zijn prestaties in de voetbalsport terug naar de KNVB. Hij werd diaken in de GGiN.